# Поповка (Бірський район)
Попо́вка (рос. Поповка, башк. Поповка) — присілок у складі Бірського району Башкортостану, Росія. Входить до складу Кусекеєвської сільської ради.
Населення — 33 особи (2010; 41 у 2002).
Національний склад:
- росіяни — 98 %